# Nautilocalyx ecuadoranus
Nautilocalyx ecuadoranus är en tvåhjärtbladig växtart som beskrevs av Wiehler. Nautilocalyx ecuadoranus ingår i släktet Nautilocalyx och familjen Gesneriaceae. Inga underarter finns listade i Catalogue of Life.